# محوطه تپه قبرستان
محوطه تپه قبرستان مربوط به هزاره اول قبل از میلاد است و در شهرستان پارس‌آباد، بخش اصلاندوز، روستای بران علیا واقع شده و این اثر در تاریخ ۱۲ بهمن ۱۳۸۱ با شمارهٔ ثبت ۷۴۰۳ به‌عنوان یکی از آثار ملی ایران به ثبت رسیده است.